# 博利紹耶村區

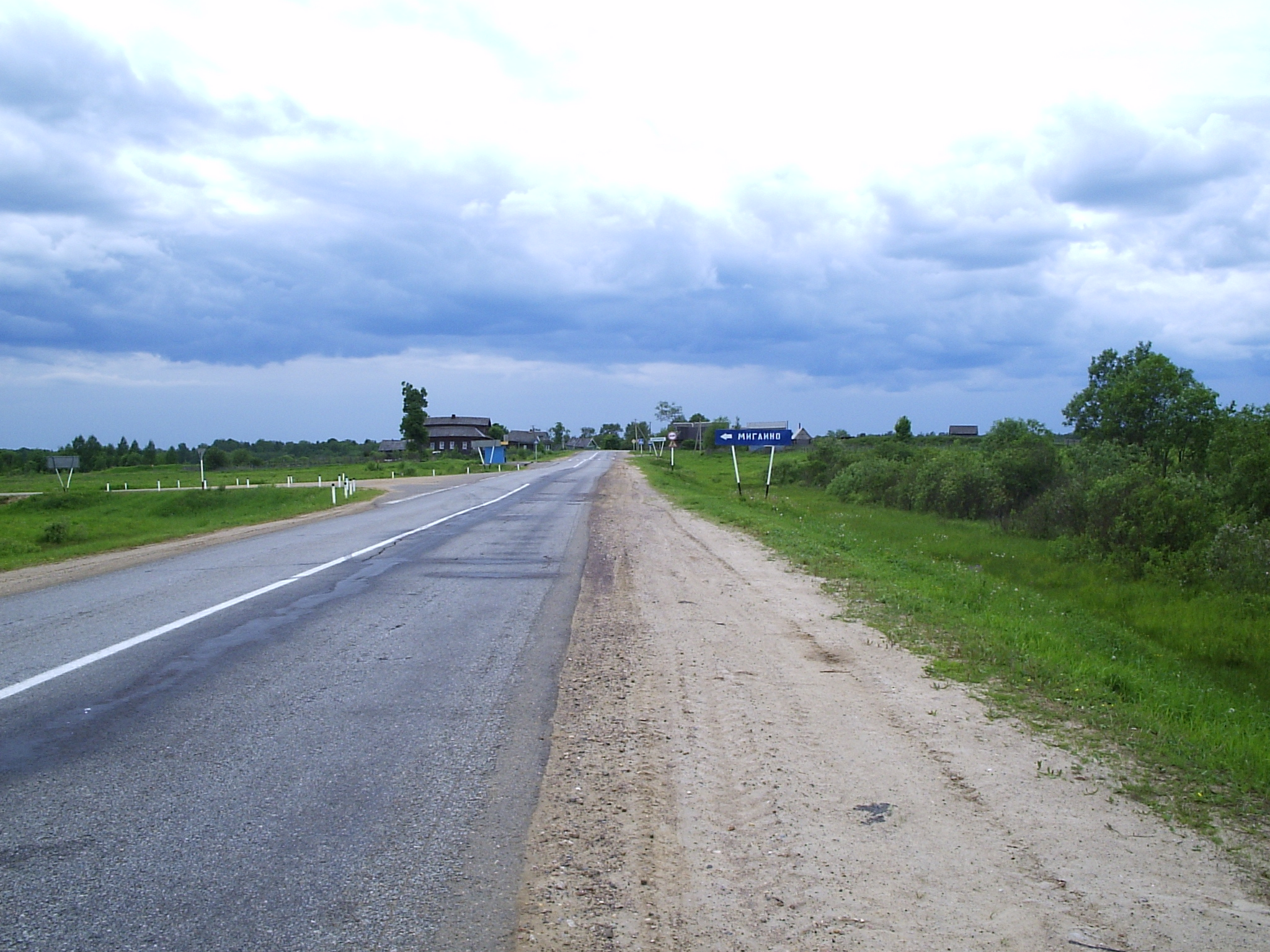

57°43′24″N 38°56′38″E / 57.72333°N 38.94389°E
博利紹耶村區（俄语：Большесельский район），是俄羅斯的一個區，位於該國西部，由雅羅斯拉夫爾州負責管轄，面積1,353平方公里，2010年人口9,906，人口密度每平方公里7.32人。